# Teen Vogue
«Teen Vogue» — американський журнал для підліткової дівочої аудиторії, одна з версій журналу «Vogue». Тематика журналу фокусується на моді, знаменитостях та інформації про останні події індустрії розваг .

## Опис
Журнал публікується в невеликому форматі 6¾"x9", що дозволяє візуально унікалізувати його на полицях поряд з іншими журналами.

## Зміст журналу
Тематика журналу розподілена по базовим захопленням підлітків, хоча і показує більш глянсовий контент, що є частиною шаблону подання інформації журналом «Vogue».
Раз на рік журнал «Teen Vogue» проводить вечірку для свого осіннього видання під назвою Young Hollywood. Ця подія є популярною серед відвідувань голлівудським соціумом.
На обкладинку журналу зазвичай потрапляють молоді й знамениті дівчата. Також «Teen Vogue» завжди публікує статтю в журналі про того, хто знаходиться на обкладинці. Іноді на обкладинку потрапляють і хлопці, а саме — Зак Ефрон, Тейлор Лотнер, Деніел Редкліфф (разом з Еммою Вотсон) і Jonas Brothers.